# Phytobia aucupariae
Phytobia aucupariae är en tvåvingeart som först beskrevs av Kangas 1949.  Phytobia aucupariae ingår i släktet Phytobia och familjen minerarflugor.
Artens utbredningsområde är Finland. Arten är reproducerande i Sverige. Inga underarter finns listade i Catalogue of Life.